# Casa Vélez
La Casa Vélez, coneguda també con Can Velas, era una finca que ocupava la part nord-est del Baix Guinardó, propietat dels marquesos de Vélez. La Torre encara conserva una part a l'interior de l'actual Escola del Cardenal Spinola a l'avinguda Mare de Déu de Montserrat. Tenia una gran extensió i en la zona hi havia uns forns de calç. Francesc Vilà de Casanovas, propietari de la finca l'any 1858, va voler urbanitzar-la fins als carrers Sant Ciril i de la Bona Sort que varen existir fins a l'obertura del Cinturó de Ronda.